# Predicato funzionale
In logica matematica, per predicato funzionale o formula funzionale o simbolo funzionale in {\displaystyle x} si intende un predicato {\displaystyle \Phi (x,y)}, in cui le variabili {\displaystyle x} ed {\displaystyle y} occorrono libere, avente la seguente proprietà:
{\displaystyle \forall x{\Bigl (}\exists y{\bigl (}\Phi (x,y){\bigr )}\Rightarrow \forall z{\bigl (}\Phi (x,z)\Rightarrow (z=y){\bigr )}{\Bigr )}.}
In altri termini, fissata una variabile {\displaystyle x} della teoria o non esiste alcuna variabile {\displaystyle y} della teoria che verifica il predicato {\displaystyle \Phi } oppure, se esiste una variabile {\displaystyle y} che, insieme ad {\displaystyle x} verifica {\displaystyle \Phi }, allora ogni altra variabile {\displaystyle z} che verifica {\displaystyle \Phi } è necessariamente uguale ad {\displaystyle y}. In altra maniera, fissata una generica variabile {\displaystyle x}, esiste al più una variabile {\displaystyle y} (ossia o non ne esiste alcuna oppure, se ne esiste una, allora ne esiste una sola) che verifica il predicato {\displaystyle \Phi }.
In maniera equivalente, un predicato {\displaystyle \Phi (x,y)} in cui le variabili {\displaystyle x} ed {\displaystyle y} occorrono libere è funzionale in {\displaystyle x} se
{\displaystyle \forall x\forall y\forall z{\Bigl (}{\bigl (}\Phi (x,y)\wedge \Phi (x,z){\bigr )}\Rightarrow (y=z){\Bigr )}.}